# República Socialista Soviética Autónoma de Carelia
La República Socialista Soviética Autónoma de Carelia (en ruso: Карельская АССР; en finés: Karjalan ASNT), abreviada como RASS de Carelia, fue una república autónoma de la antigua Unión Soviética dentro de la República Socialista Federativa Soviética de Rusia. Su capital era la ciudad de Petrozavodsk (en finés: Petroskoi).

## Historia

### Antecedentes: Comuna Proletaria de Carelia (1920-1923)
Al principio de la revolución bolchevique, la antigua Carelia rusa tenía estatus de Comuna Proletaria al seno de la RSFS de Rusia del 8 de junio de 1920 hasta junio de 1923.

### Primera RASS de Carelia (1923-1940)

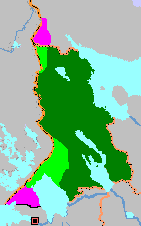
Primera RASS de Carelia
Segunda RASS de Carelia
Segunda RASS de Carelia
Territorios anexados a la RSS Carelo-finesa

La primera RASS de Carelia reemplazó al municipio proletario hasta 1940, como república autónoma de la RSFS de Rusia, y no de una república soviética aparte entera miembro de la Unión Soviética. Era más pequeña que la actual República de Carelia.

### Periodo intermediario (1940-1956)
De 1940 a 1956, el istmo de Carelia y las islas del golfo de Finlandia, la ciudad de Salla, así como la región de Petsamo que separaba Rusia de Noruega cerca del mar de Barents fueron incorporadas a la RASS de Carelia, que resultó entonces en una nueva república federada de la Unión (союзная республика), la República Socialista Soviética Carelo-Finesa.
Estos antiguos territorios habían sido tomados por el Ejército Rojo a Finlandia, cuya ciudad más grande era Víborg, estuvo integrada a una efímera República Democrática de Finlandia antes de estar anexados, como consecuencia de la guerra de Invierno fino-soviética de 1940 e integrados a la República Carelo-Finesa; estos territorios fueron, en lo sucesivo, parcialmente y temporalmente reconquistados por Finlandia entre 1941 y 1944 durante la Guerra de Continuación. Los finlandeses los cedieron definitivamente a los soviéticos durante la firma del armisticio de Moscú el 19 de septiembre de 1944, cesión luego confirmada por  el tratado de paz de París de 1947, año durante la cual los finlandeses vendieron igualmente a los soviéticos el territorio de Jäniskoski–Niskakoski que habían conseguido a conservar hasta entonces.
Sólo 10 % aproximadamente de la población actual de esta región es originaria de la Carelia finesa o de origen étnico finés.

### Segunda RASS de Carelia (1956-1989)
El 16 de julio de 1956, el estatus de Carelia fue retraído de aquel de República de la Unión a aquel nuevamente de una mera RASS y todo el territorio fue dividido antes de ser retrocedido después de la reintegración a la RSFS de Rusia.
La segunda RASS de Carelia subsistió bajo este estatus hasta el final de la Unión Soviética en diciembre de 1989, con un territorio más grande que la primera RASS.

### La actual Carelia (desde 1991)
Tras la disolución de la Unión Soviética en 1991, la Federación de Rusia conservó la autoridad sobre Carelia como sujeto federal dotado de pleno estatus de República, con una semi-autonomía y una Constitución propia (y no el estatus más integrado de óblast como las principales regiones rusas vecinas).
La antigua Carelia finlandesa anexada es hoy parte sobre todo del óblast de Leningrado, aunque una pequeña parte forma parte de los distritos más al norte (esencialmente el distrito de Kurortny, en la orilla norte del golfo de Finlandia y la isla de Hogland en el golfo) de la ciudad federal de San Petersburgo (que no hace parte del óblast de Leningrado).